# Nemosia pileata
La tangara encapuchada (en Perú) (Nemosia pileata), también denominada cachaquito gigante, trinadora pechiblanca (en Colombia), frutero cabeza negra (en Paraguay y Argentina) o frutero de coronita (en Venezuela), es una especie de ave paseriforme de la familia Thraupidae, una de las dos pertenecientes al género Nemosia. Es nativa de América del Sur.

## Distribución y hábitat
Se distribuye en dos grandes áreas disjuntas: al norte del continente, desde la costa caribeña del noreste de Colombia hacia el este por el norte de Venezuela, Guyana, Surinam y Guayana Francesa, hacia el sur hasta el extremo norte de Brasil (Roraima); y principalmente al sur del río Amazonas (excepto la cuenca del bajo río Negro) por casi todo Brasil (hasta parte del sur), noreste y sureste de Perú, Bolivia, Paraguay, hasta el noroeste y el noreste de Argentina.

Esta especie es considerada bastante común y ampliamente diseminada en una variedad de hábitats semiabiertos: bordes de selvas, bosques en galería, clareras con algunos árboles dispersos, como sabanas, cerrados y caatingas, y manglares, localmente hasta los 1300m de altitud.

## Descripción
En promedio mide 13 cm de longitud y pesa 14 g. Presenta dimorfismo sexual. El macho tiene corona y cabeza negras, que contrastan con el amarillo vivo del ojo y el blanco de la frente, la garganta y el cuello. El pico es negro con base gris. El dorso y la cola son de color gris azulado y el pecho y el vientre blancuzcos.  Las plumas largas de las alas son gris oscuro. La hembra no presenta el color negro en forma de capucha sobre la cabeza, su iris es de un amarillo más pálido, el plumaje de su dorso es más claro; sus partes inferiores presentan leves matices marrón claro y su pico  es rosado a amarillento.

## Comportamiento
Anda en pequeños grupos, generalmente solos pero algunas veces pobremente asociados a bandadas mixtas. Se encaraman y juguetean en ramas bastante grandes, ocasionalmente hurgando en la corteza o en el follaje; en general es bastante perezoso, casi pareciendo un vireo.

### Alimentación
Se alimenta de frutas, hojas, botones de flores, néctar y además de insectos y otros invertebrados.

### Vocalización
Cuando están forrajeando emiten un «tsip» bastante poco distintivo. El canto, poco oído, es una serie corta de frases «ti-chiú».

## Sistemática

### Descripción original
La especie N. pileata fue descrita por primera vez por el naturalista neerlandés Pieter Boddaert en 1783 bajo el nombre científico Tanagra pileata; su localidad tipo es: «Cayena, Guayana Francesa».

### Etimología
El nombre genérico femenino «Nemosia» deriva del griego «nemos»: clarera, lugar abierto; y el nombre de la especie «pileata», proviene del latín «pileatus»: con gorra, en referencia a la corona negra de la especie.

### Subespecies
Según las clasificaciones del Congreso Ornitológico Internacional (IOC) y Clements Checklist/eBird v.2019 se reconocen seis subespecies, con su correspondiente distribución geográfica:
- Nemosia pileata hypoleuca Todd, 1916 – litoral caribeño del norte de Colombia y norte de Venezuela.
- Nemosia pileata surinamensis J.T. Zimmer, 1947 – Guyana y Surinam.
- Nemosia pileata interna J.T. Zimmer, 1947 – norte de Brasil (alto río Branco y bajo río Negro).
- Nemosia pileata pileata (Boddaert), 1783 – Guayana Francesa, Amazonia y noreste de Brasil, extremo norte de Bolivia.
- Nemosia pileata nana Berlepsch, 1912 – cuenca amazónica del noreste de Perú y adyacente oeste de Brasil.
- Nemosia pileata caerulea (Wied-Neuwied), 1831 – este de Bolivia al Paraguay, este y sur de Brasil y norte de Argentina.